# Canta Conmigo Ahora
Canta Conmigo Ahora est une émission de talents argentins produite par LaFlia Contenidos. Il s'agit de la version argentine de l'émission britannique All Together Now diffusée par le réseau BBC One. Le présentateur est Marcelo Tinelli en 2022 puis Manuel Wirzt (es) en 2023. Cette émission télévisée est diffusée par eltrece et produite par LaFlia Contenidos.
C'est un concours de chant qui a la particularité de réunir 100 jurés experts dans le domaine dans un même lieu, ils sont spectateurs des différents chanteurs professionnels et amateurs qui cherchent à remporter le concours.
Le 10 mai 2022, le casting était lancé pour participer à l'émission.